# شيوري ميكامي
شيوري ميكامي (باليابانية: 三上 枝織) مواليد 6 يناير 1989 في آوموري، اليابان، هي مؤدية أصوات يابانية.

## أعمال

### مسلسلات أنمي تلفزيونية
- هجوم العمالقة
- اندماج الديجيمون
- داينستي واريورز 8
- أماغي بريليانت بارك - كوبوري

## وصلات خارجية
- شيوري ميكامي على موقع IMDb (الإنجليزية)
- شيوري ميكامي على موقع ميوزك برينز (الإنجليزية)
- شيوري ميكامي على موقع قاعدة بيانات الفيلم (الإنجليزية)
- شيوري ميكامي على موقع ANN person (الإنجليزية)